# Mallor
En el Universo Imaginario de Tolkien y en los Apéndices de la Novela  El Señor de los Anillos; Mallor es el Tercer Rey de Arthedain. Es hijo de Beleg y nació en Fornost en el año 895 de la Tercera Edad del Sol. Su nombre es Sindarin y puede traducirse como El Dorado. 
Asume el Trono, al morir su Padre, en el año 1029 T. E.  
En su época Los Hobbits comienzan a cruzar la Montañas Nubladas hacia Eriador. La migración viene de la mano con la ocupación de Sauron en Dol Guldur y el oscurecimiento del Bosque Verde
Tras 81 años de reinado y 215 de vida, muere en el año 1110 T. E.. Es sucedido por su hijo Celepharn.